# 樹蘭
樹蘭（学名：Aglaia odorata）是一种属于楝科樹蘭屬的常绿灌木，小乔木，别名米兰、树兰、珠兰、樹仔兰、鱼仔兰等。樹蘭原产中国福建、广东、广西、云南等省，东南亚、臺灣也有分布，常生於低海拔之叢林中，是一种常见的芬芳类观赏植物。

## 植物学特征
樹蘭的嫩枝上覆盖有星状锈色鳞片；叶为奇数羽状复叶，倒卵形或者长椭圆形，一般为3－5枚對生。花序为圆锥花絮，腋生，开黄色或金黄色的花朵，花冠很小，球型，形状外观像小米，气味淡雅芳香，夏、秋季为花季。
- 形態特徵：

常綠灌木或小喬木。葉對生，羽狀複葉，葉軸和葉柄具狹翅，小葉3～5片，對生，厚紙質，長3～9㎝，頂小葉最大，先端鈍，基部楔形。圓錐花序腋生，花小，黃色，有濃郁芳香。
樹蘭的黃色小花，圓珠形，徑僅約2㎜，故又有珠蘭、米蘭、魚子蘭之稱呼，花開時，芳香馥郁，花期長，是著名香花植物，花亦供茶之燻香及其他香料。
- 異同：

本種的羽狀複葉形態與月橘甚為相似，但月橘的小葉片互生，具油腺，與樹蘭不同。
自然生长的米仔兰可以达到5－7米。

### 习性
樹蘭是喜光植物，也耐半阴。由于樹蘭原产地为广东、福建和广西，这些地区属于亚热带气候，气温高，降雨充沛，因此樹蘭適應温暖，湿润气候，不耐寒，在气温低于摄氏5度就可能难以存活。
樹蘭喜疏松土壤或者砂土，盆栽应当保持盆土通透性良好。

## 繁殖和培育

中国野生米仔兰

栽培樹蘭的土壤宜疏松，富含腐殖质、微酸性。长江流域及其以北地区由于冬季气温过低所以应以盆栽为主。冬季低温过低以后，应当移入室内越冬，溫度需保持10－12℃。
樹蘭的繁育主要用扦插或高压法，扦插一般在6－8月气温较高的时节进行，高压繁殖在5－8月进行。小苗不能在阳光下暴晒，而需适当遮荫，以减少水分流失速度，提高成活率。

## 主要虫害
在气温高、通风不良的环境下，常有蚜虫、红蜘蛛、介壳虫等害虫，可以使用常用农药稀释后喷洒，可以收到较好防治效果。

## 參看
- 米仔蜂

## 扩展阅读
- 維基物種上的相關：樹蘭